# Reinhold Schneider

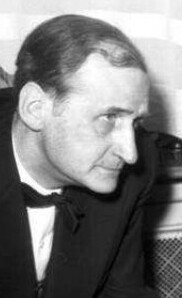
Reinhold Schneider (1954)

Reinhold Karl Werner Schneider (* 13. Mai 1903 in Baden-Baden; † 6. April 1958 in Freiburg im Breisgau) war ein deutscher Schriftsteller, dessen Werke zum christlich-konservativen Widerstand gegen den Nationalsozialismus beitrugen.

## Leben

### Herkunft und Jugend
Reinhold Schneider war Sohn von Wilhelm Schneider und dessen Frau Luise Wilhelmina Augusta, geb. Messmer. Die Eltern führten das renommierte Hotel Messmer, in dem das deutsche Kaiserpaar Augusta und Wilhelm I. jahrzehntelang während seiner regelmäßigen Aufenthalte in Baden wohnte.
Von 1912 bis 1921 besuchte Reinhold Schneider die Baden-Badener Oberrealschule, das heutige Markgraf-Ludwig-Gymnasium. Während dieser Zeit wütete der Erste Weltkrieg und zerfiel das Deutsche Kaiserreich, was nicht nur Auswirkungen auf das ganze Land hatte, sondern auch speziell die Familie Reinhold Schneiders traf. Das Hotel Messmer sah sich unüberwindlichen finanziellen Schwierigkeiten gegenüber und musste schließen. Die Mutter verließ die Familie, und kurz nach Reinhold Schneiders 19. Geburtstag erschoss sich sein Vater. Reinhold Schneider versuchte ebenfalls, jedoch erfolglos, seinem Leben ein Ende zu setzen. Nach dem Suizidversuch schöpfte Schneider neuen Lebensmut durch die Freundschaft mit Anna Maria Baumgarten (1881–1960), die zur „Gefährtin seines Lebens“ wurde.

### Von der Weimarer Republik bis 1945

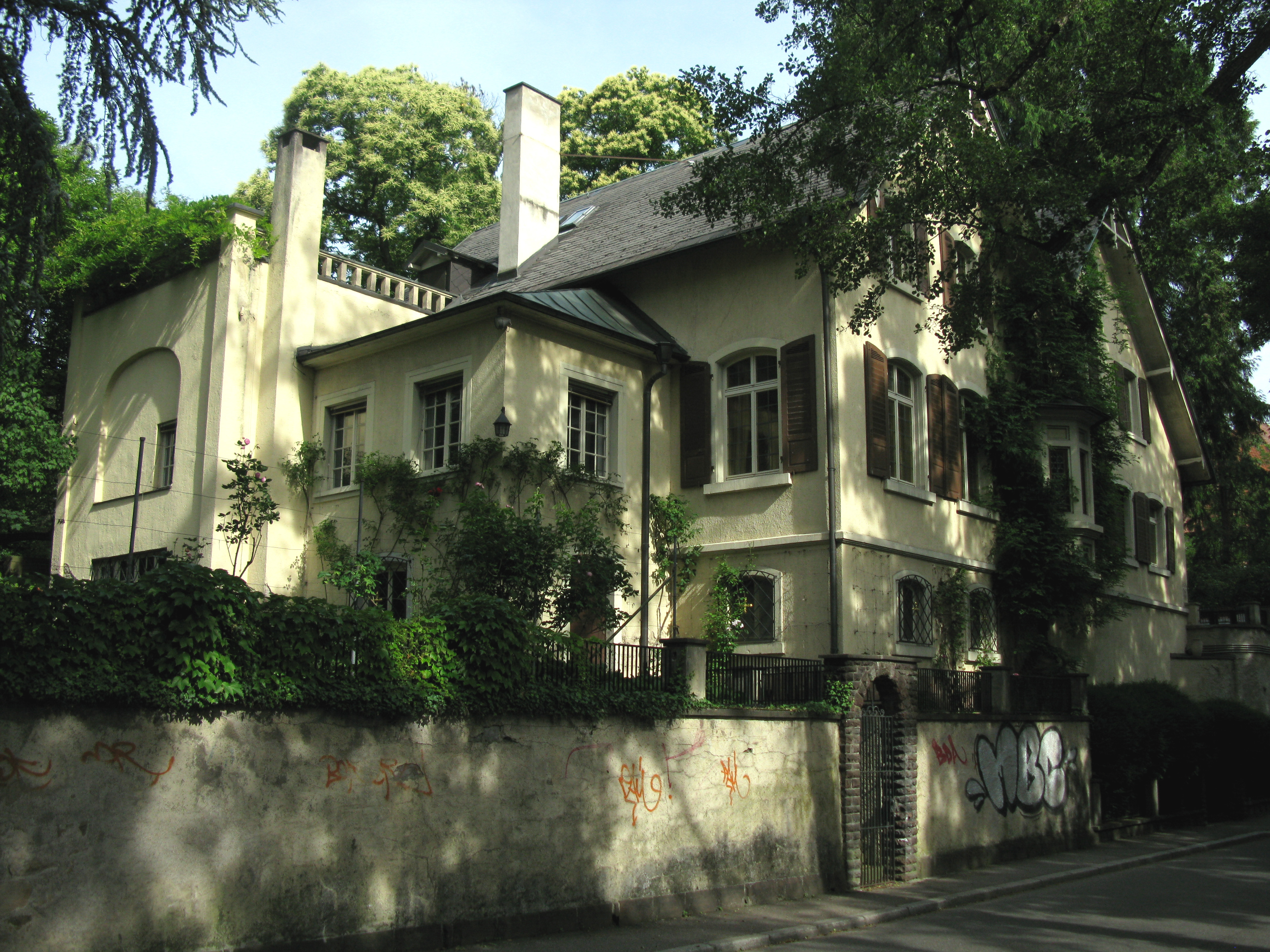
Wohnort von Reinhold Schneider, Villa Stritt in der Mercystraße 2 in Freiburg (2012)

Nach einer kaufmännischen Ausbildung und insgesamt sieben Jahren Beschäftigung bei Stengel & Co. in Dresden wurde Schneider im Jahre 1928 als freier Schriftsteller in Berlin und Potsdam tätig. Dort erlebte er das Ende der Weimarer Republik und den Beginn der Zeit des Nationalsozialismus. Er setzte sich intensiv mit diesem totalitären Regime auseinander und schrieb dagegen an, zum Beispiel mit dem Gedicht Nun baut der Wahn. Die erste literarische Schaffensperiode, die 1930 einsetzte, war geprägt von der Auseinandersetzung mit der Geschichte und insbesondere mit historischen Gestalten der Iberischen Halbinsel, wobei eine starke Nähe zur literarisch-weltanschaulichen Erneuerungsbewegung des Renouveau catholique erkennbar ist.
Durch die Doppelpatenschaft der Großeltern Kaiser Wilhelms II. zu Mutter und Patentante Reinhold Schneiders wurde er wiederholt nach Haus Doorn, dem Exil des ehemaligen deutschen Kaisers, eingeladen.
Schneider war ein regelmäßiger Autor der Wochenzeitschrift Deutsche Zukunft. 1938 kam er nach Freiburg im Breisgau und bezog eine Wohnung in der Villa des Glasmalers Eduard Stritt. Hier wurde er Mitglied des konservativ-katholischen Freiburger Kreises um den Publizisten Karl Färber (nicht zu verwechseln mit dem Freiburger Kreis von Wirtschaftswissenschaftlern). Im selben Jahr erschien seine kritische Szenenfolge Las Casas vor Karl V., in welcher Unterdrückung, Rassenwahn und falsch verstandene Religiosität angeprangert werden. Letztlich wurden Reinhold Schneiders Werke verboten – wie die vieler anderer Autoren der Inneren Emigration. Mutige Verleger wie Karl Borromäus Glock veröffentlichten sie dennoch.
Im Zweiten Weltkrieg wurden vor allem seine Sonette gegen Größenwahn und Krieg heimlich von Hand zu Hand gereicht, die ebenso wie seine anderen Schriften im Alsatia-Verlag im elsässischen Colmar erschienen. Dort war das Druckpapier leichter zu beschaffen. Obwohl Schneiders Name wiederholt auf der Liste unerwünschter Autoren stand, konnte Las Casas noch bis 1943 erscheinen. Trotz des endgültigen Schreibverbots 1941 erschien 1944 eine Broschüre unter dem Titel Das Gottesreich in der Zeit. Sonette und Aufsätze. Auch für die von Karl Ludwig Freiherr von und zu Guttenberg herausgegebene Zeitschrift Weiße Blätter. Zeitschrift für Geschichte, Tradition und Staat konnte er weiterhin regelmäßig Artikel schreiben.
Im Frühjahr 1944 durchsuchte die Gestapo seine Freiburger Wohnung. Schneider versteckte sich und tauchte zuletzt in einem evangelischen Stift unter. Eine Anklage wegen Hochverrats vom April 1945 kam wegen des Zusammenbruchs des Dritten Reichs nicht mehr zur Verhandlung.
Mit seinem Sonett Der Turm des Freiburger Münsters setzte Schneider diesem ein literarisches Denkmal. Es enthält unter anderem die Zeile „Du wirst nicht fallen, mein geliebter Turm“. Bemerkenswert dazu ist, dass Schneider es Monate vor dem Bombenangriff verfasst hat, bei dem der Turm kaum beschädigt wurde.

### Die Nachkriegszeit

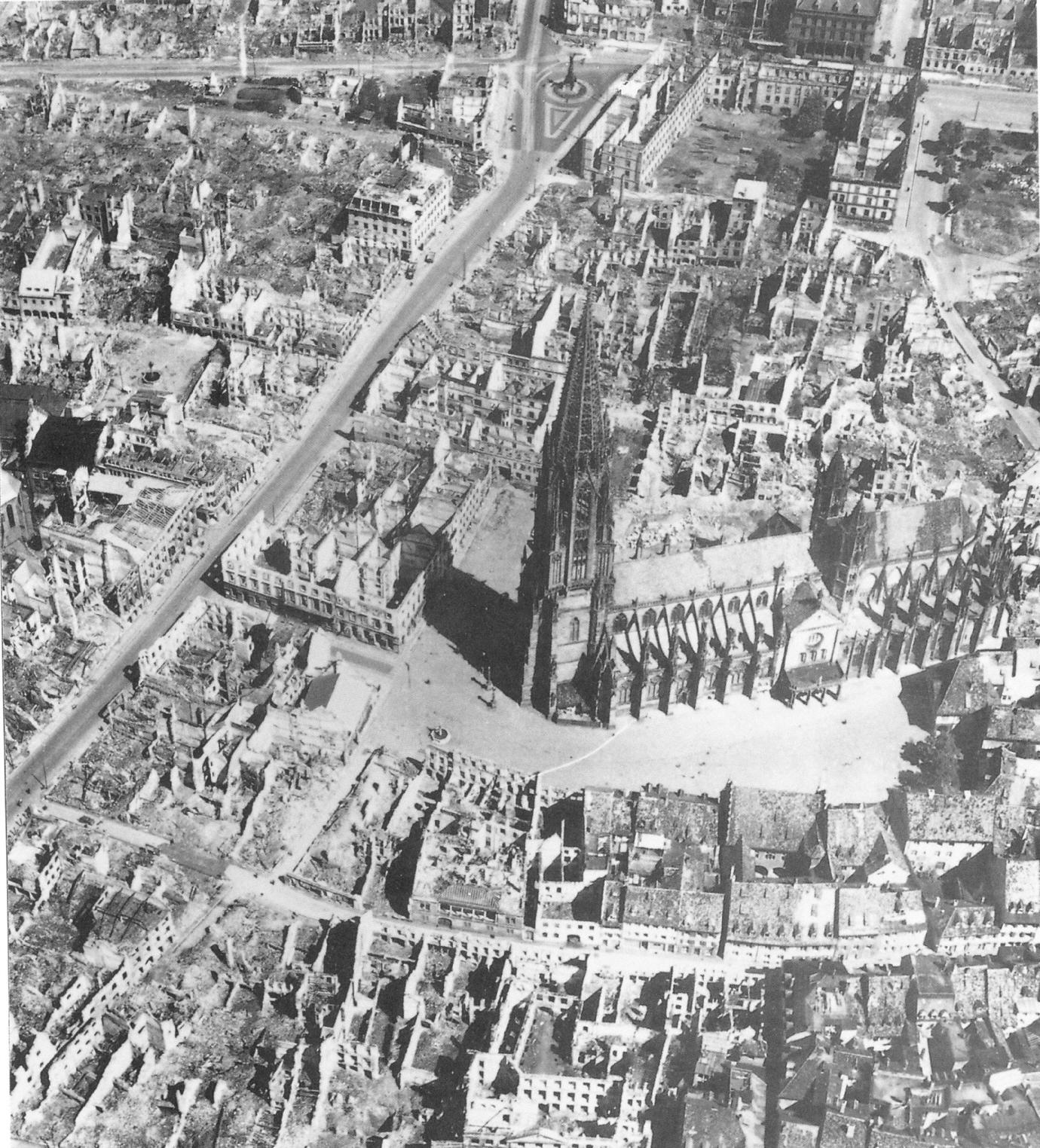
Luftbild der am 27. November 1944 zerstörten Innenstadt von Freiburg (Sommer 1945 oder später)

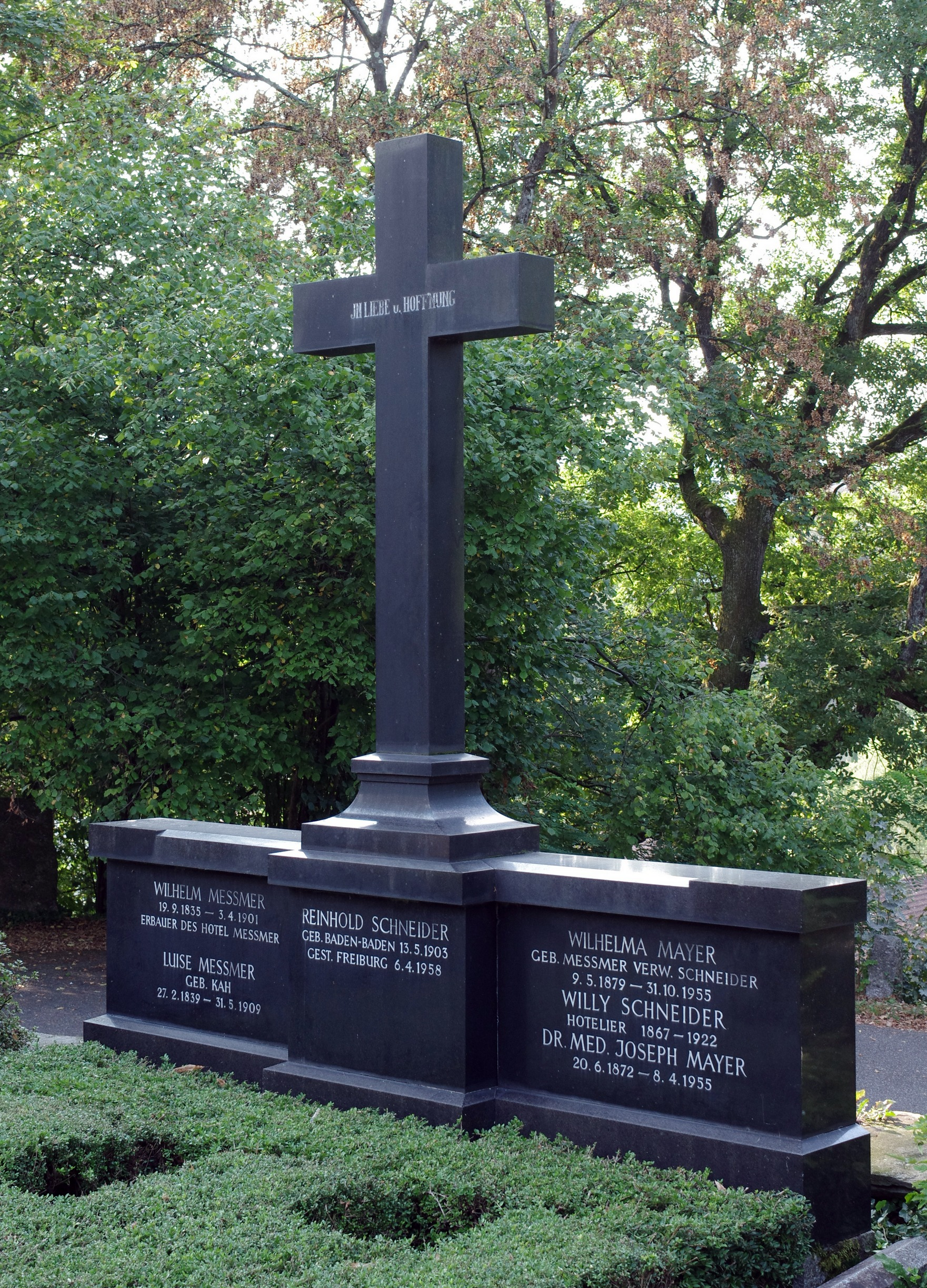
Grab Reinhold Schneiders und seiner Familie in Baden-Baden. Es befindet sich auf dem gleichen Friedhofsweg schräg gegenüber demjenigen Otto Flakes

Unter dem Eindruck des zu einer Trümmerwüste gewordenen Deutschland und „dem Geheimnis unserer abgründigen Schuld“ befasste er sich 1946 in Die Heimkehr des deutschen Geistes mit der Frage, wie es zu dieser Katastrophe hatte kommen können: „Wer in Wahrhaftigkeit den Stromlauf [der Geschichte] erforscht, wird die Entdeckung machen, daß der Strom keinen Damm durchbrochen hat, den der Geist nicht zuvor schon durchwühlte, und kein Felsentor sprengte ohne die Sprengkraft des Geistes“.
Die Verantwortung für den historischen Dammbruch sah er in den Werken deutscher Philosophen wie Gotthold Ephraim Lessing, der etwa die Auffassung vertrat, dass es besser sei, wenn man sein Leben lang bei der Suche nach der Wahrheit fehlgeht, als wenn man der Wahrheit teilhaftig würde. Diese These lässt sich laut Schneider nur dann ernsthaft vertreten, wenn man in Jesus nicht den Erlöser, sondern nur „einen Lehrer“ sieht. In ähnlicher Weise untersuchte Schneider auch „das Bild Christi“ anderer Vertreter des deutschen Idealismus (Kant, Fichte, Hegel, Schelling und Nietzsche) und prüfte so im Sinne von 1 Joh 4,1–3  „den deutschen Geist“, mit dem Ziel, diesen Geist „von sich selbst“ zu erlösen.
In den darauf folgenden Jahren erlebte Schneider eine Zeit vielfacher Ehrungen und großer Anerkennung; er galt als „Gewissen der Nation“. 1948 erhielt er anlässlich des 100. Todestags Annette von Droste-Hülshoffs den Gedenkpreis der Badischen Landesregierung (zusammen mit Gertrud von Le Fort). 1949 wurde er in die Akademie der Wissenschaften und der Literatur in Mainz sowie in die Deutsche Akademie für Sprache und Dichtung aufgenommen. 1952 wurde er auf Vorschlag des Bundespräsidenten Theodor Heuss zum Ritter des Ordens „Pour le Mérite“, Friedensklasse, ernannt. 1952 wurde er in die Bayerische Akademie der Schönen Künste und 1955 in die Berliner Akademie der Künste aufgenommen. Als sich die Bundesrepublik Deutschland formiert hatte und die Debatte um die Remilitarisierung begann, widersetzte sich der gläubige Katholik diesem Vorhaben mit allen ihm zur Verfügung stehenden Mitteln. Mit Formulierungen wie „aus der ‚Gnade des Unglücks‘ erwächst der Auftrag zum Frieden“ appellierte er an seine Landsleute, nicht unmittelbar nach dem letzten grausamen Krieg schon wieder mit der Aufrüstung zu beginnen, sondern mit friedlichen Mitteln auf die Wiedervereinigung Deutschlands hinzuarbeiten.
Diese Einstellung und seine zahlreichen Friedensaufsätze, die in der KPD nahestehenden Zeitschriften und sogar im Neuen Deutschland erschienen, hatten auf der einen Seite die Verleihung des Friedenspreises des Deutschen Buchhandels im Jahre 1956 zur Folge, auf der anderen Seite jedoch auch die vollkommene berufliche Isolierung. Seine Arbeit für Zeitungen und Radiosender war nicht mehr gefragt. Nur wenige seiner Mitstreiter aus den Zeiten der „Inneren Emigration“ blieben mit ihm in Kontakt, so vor allem Werner Bergengruen, mit dem ihn bis zuletzt eine tiefe Freundschaft verband. Ansatzweise öffentliche Rehabilitierung erfuhr Schneider postum nach Veröffentlichung des letzten Buchs Winter in Wien.
Dieser zweite Aufenthalt in Wien, das Thema dieses Buches, vom 5. November 1957 bis zum 6. März 1958 diente unter anderem der Begleitung der Vorbereitungen zur Uraufführung von Schneiders Drama Der große Verzicht.
Als 1957 das Hotel Messmer abgerissen wurde, setzte Reinhold Schneider in der autobiographischen Skizze Der Balkon dem Haus und der Kurstadt Baden-Baden ein literarisches Denkmal.
Reinhold Schneider starb an den Folgen eines Sturzes in Freiburg und wurde am 10. April 1958 im Familiengrab Messmer/Schneider auf dem Hauptfriedhof Baden-Baden beigesetzt. Die Grabrede hielt Werner Bergengruen.
Reinhold Schneiders umfangreicher Nachlass, der insbesondere mehrere zehntausend Briefe enthält, befindet sich in der Badischen Landesbibliothek in Karlsruhe. Im Laufe der vergangenen Jahrzehnte erwarb die Bibliothek zahlreiche Nachlässe und Teilsammlungen von Wegbegleitern Schneiders, sodass dort mittlerweile ein umfangreiches Schneider-Archiv entstand.

### Ehrungen
aus

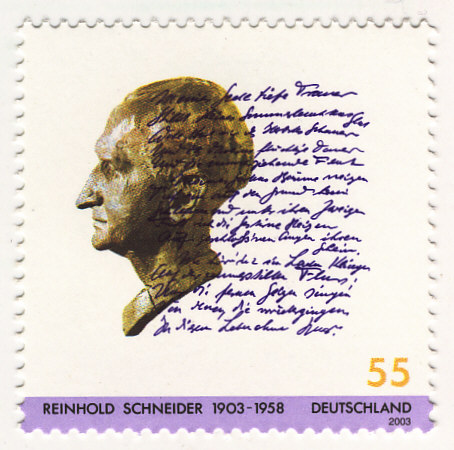
55 Cent-Sondermarke von Deutschland (2003) zum 100. Geburtstag Reinhold Schneiders

- 1946 Dr. phil. h.c. der Albert-Ludwigs-Universität Freiburg
- 1946 Dr. iur. h.c. der Westfälischen Wilhelms-Universität Münster
- 1948 Gedenkpreis der Badischen Landesregierung (zusammen mit Gertrud von le Fort)
- 1951 ordentliches Mitglied der Bayerischen Akademie der Wissenschaften
- 1956 Friedenspreis des Deutschen Buchhandels
- 2003 Sonderbriefmarke der Deutschen Bundespost

In der Willy-Andreas-Allee westlich des Karlsruher Schlossgartens gibt es das katholische Studierendenwohnheim Reinhold-Schneider-Haus.

## Rezeption
Reinhold Schneider ist der Namensgeber des Kulturpreises der Stadt Freiburg im Breisgau sowie einer Freiburger Schule. Freiburg ehrt den Dichter auch mit dem Namen einer Straße im Stadtteil Littenweiler, ebenso wie seine Geburtsstadt Baden-Baden und die Städte Offenburg, Karlsruhe, Mainz, Köln, Düsseldorf, Osnabrück und Potsdam.

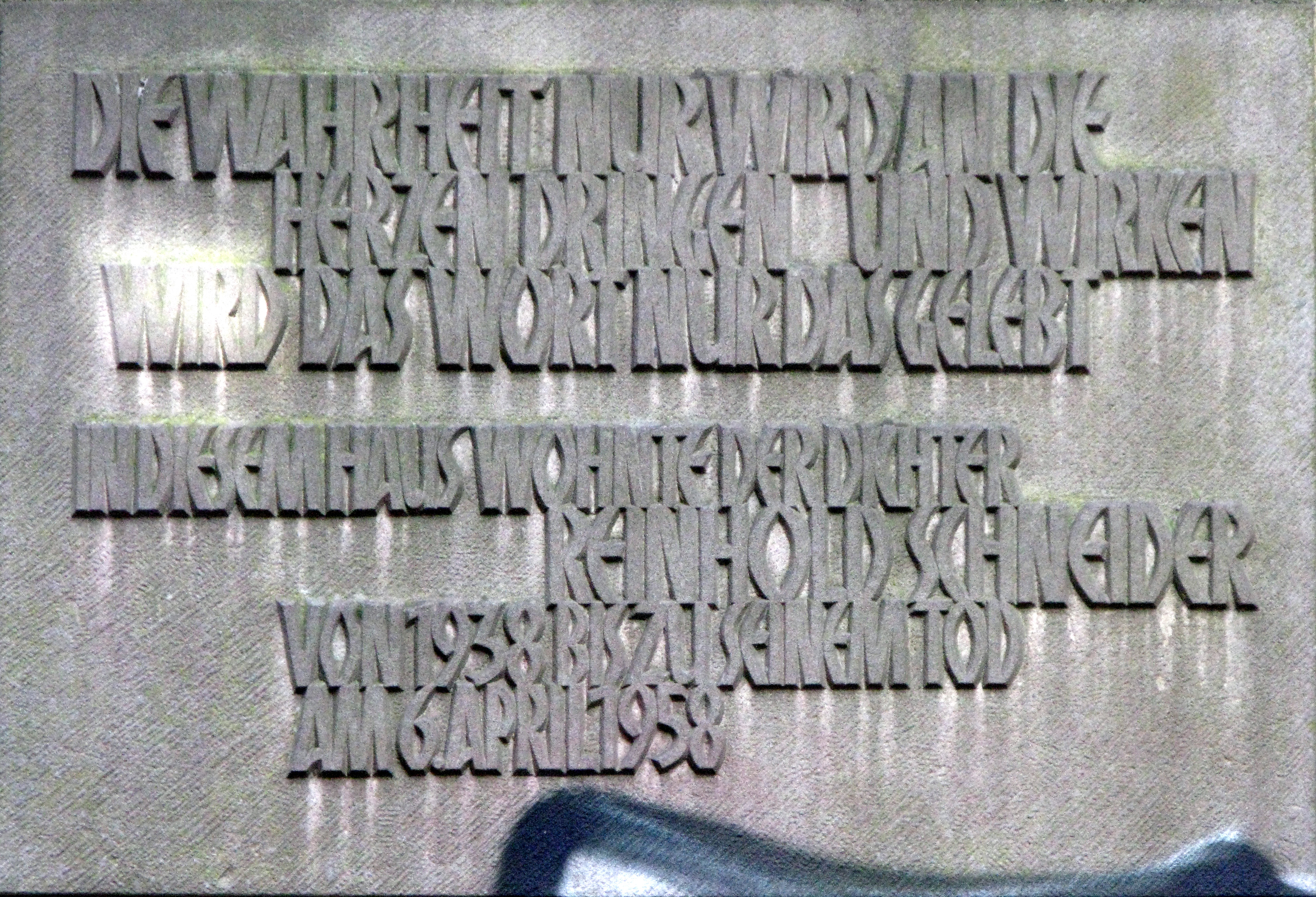
Gedenktafel an der Mercystraße 2

Schneiders ehemaliger Wohnsitz in Freiburg, die Villa des Hofglasmalers Eduard Stritt  in der Mercystraße 2, wurde im Jahr 2009 als Kulturdenkmal eingestuft und mit einer Gedenktafel versehen.
Der Schlussstein des Freiburger Münsters trägt eine Inschrift von Reinhold Schneider, die sich auf die Zerstörung Freiburgs am 27. November 1944 bezieht.
Die Bedeutung des Autors wird in der Literaturgeschichte zumeist auf die Innere Emigration und die Nachkriegsjahre begrenzt. Er wird zur Renouveau catholique in Deutschland gezählt, deren Autoren meist mit dem Attribut des Katholischen beschrieben werden. Anlässlich einer 2003 stattfindenden Schneiderausstellung in Karlsruhe wurde Schneider erneut der Öffentlichkeit vorgestellt, wobei laut Badisches Tagblatt „frömmelndes Pathos“ die Aufnahme seiner Werke erschwere. Michael Braun meinte gar, dass der Autor „so gründlich dem Vergessen anheim gefallen [sei], dass selbst sein Name nur noch wenigen Eingeweihten geläufig ist.“  Der Historiker Peter Steinbach bemerkte 2019, dass eine gewisse Einfühlung notwendig sei, um sich dem Autor in der Gegenwart zuzuwenden. Tatsächlich war Schneider bis 1951 eine wichtige Stimme in der Literatur der jungen Bundesrepublik und seine Novelle Las Casas vor Karl V. wurde 1960 und erneut 1992 verfilmt. Das Hauptwerk des Autors erschien 1990 als vierter Band innerhalb der Werkausgabe und ist heute noch als eines seiner wenigen Werke im Handel erhältlich.
In seinen Gedichten, zumeist Sonette, zeigte sich Schneider formal als ein traditioneller Dichter, vergleichbar C. S. Lewis in England. Im Gegensatz zu den zugänglichen wie altertümlichen Gedichten des Briten, weist die Lyrik Schneiders zusätzlich zur Formstrenge der von ihm gewählten Gattung eine gewisse Gezwungenheit auf, die letztlich in der schematischen Vorstellung des Inhalts begründet liegt. Die Abwesenheit modernistischer Erneuerungen, gerade im Gebrauch klassischer Formen wie die des Sonetts, führte zu einer Vernachlässigung des Klangs bei Ausformulierung der Verszeilen. Seine religiösen Gedichte wie das Allein den Betern kann es noch gelingen sprechen dem Leser Zuversicht zu, während er beispielsweise im Antichrist nicht vor der Anklage der nationalsozialistischen Herrschaft zurückschreckt.

## Werke (Auswahl)
Reinhold Schneider hat nahezu 200 Titel veröffentlicht.
- Arthur Grimm: Baden-Baden in hundert Zeichnungen. Mit einer Einführung und Sonetten von Reinhold Schneider. Kunstverein Baden-Baden (Hrsg.) 1928.
- Das Leiden des Camões oder Untergang und Vollendung der portugiesischen Macht. Erstausgabe: Hellerau 1930. Union, Berlin 1976.
- Portugal. Ein Reisetagebuch. München 1931 (aktuell: Frankfurt a. M. 2003, ISBN 3-458-34589-2).
- Philipp II. oder Religion und Macht. Leipzig 1931.
- Kaiser Lothars Krone. Leben und Herrschaft Lothars von Supplinburg. Leipzig 1937 (neue Ausgabe mit einem einleitenden Essay von Wilfried Hartmann und einigen zeitgenössischen Quellen: Manesse, Zürich 1986, ISBN 3-7175-8084-1).
- Las Casas vor Karl V. Szenen aus der Konquistadorenzeit. Insel, Leipzig 1938 (aktuell: Suhrkamp, Frankfurt a. M. 1990, ISBN 3-518-38222-5).
- Das Vaterunser. Alsatia, Kolmar 1941.
- Nach dem großen Kriege. Alsatia, Kolmar 1941.[19]
- Apokalypse. Sonette von Reinhold Schneider. Hans Bühler jr., Baden-Baden 1946.
- Die Heimkehr des deutschen Geistes. Über das Bild Christi in der deutschen Philosophie des 19. Jahrhunderts. Hans Bühler jr., Baden-Baden 1946.
- Und Petrus stieg aus dem Schiffe. Hans Bühler jr., Baden-Baden 1946.
- Aar mit gebrochener Schwinge. Clemens Brentano, Annette von Droste-Hülshoff, Heidelberg 1948
- Die Tarnkappe (= Insel-Bücherei. Bd. 486/2). Insel, Wiesbaden 1951 (Drama über Siegfried und die Nibelungen).
- Herrscher und Heilige. Jakob Hegner, Köln / Olten 1953.[20]
- Verhüllter Tag. Köln / Olten 1954.
- Helmut Gollwitzer, Käthe Kuhn, Reinhold Schneider (Hrsg.): Du hast mich heimgesucht bei Nacht. Abschiedsbriefe und Aufzeichnungen des Widerstandes 1933–1945, München 1954, Christian Kaiser Verlag.
- Die silberne Ampel. Ein Roman. Köln / Olten 1956.
- Der große Verzicht. Drama. 1957, Uraufführung 1958 (Bregenz).
- Innozenz und Franziskus. Drama. 1952, Uraufführung 1954 (Essen).
- Der Balkon. Aufzeichnungen eines Müßiggängers in Baden-Baden. Wiesbaden 1957 (aktuell: Insel, Frankfurt a. M. 2000, ISBN 3-458-34305-9).
- Winter in Wien. Aus meinen Notizbüchern 1957/1958. Freiburg i. B. 1958 (aktuell: Herder, Freiburg i. B. 2003, ISBN 3-451-28113-9).
- Karl V. Erbe und Verzicht. Köln / Olten 1958.
- Innozenz der Dritte. Köln / Olten 1960.
- Briefe an einen Freund. Mit Erinnerungen von Otto Heuschele. Köln / Olten 1961.
- Gesammelte Werke in zehn Bänden. Im Auftrag der Reinhold-Schneider-Gesellschaft hrsg. v. Edwin Maria Landau. Frankfurt a. M. 1977–1981.
- Die Hohenzollern : Tragik und Königtum, herausgegeben und mit einem Nachwort von Wolfgang Frühwald, Frankfurt am Main : Suhrkamp 1980, ISBN 978-3-518-37090-2.
- Franz von Sales. Johanna Franziska von Chantal. Eichstätt 2004, ISBN 3-7721-0271-9.
- Kleists Ende. München, Karl Alber, 1946.
- Über den Selbstmord. Hans Bühler jr., Baden-Baden 1947.